# Cim de Pla de Pujalts
El Cim de Pla de Pujalts o Costa Pubilla és una muntanya de 2.056 metres que es troba entre els municipis de Gombrèn, Planoles i Toses, a la comarca catalana del Ripollès. Forma part de la serra de Montgrony.
Al cim podem trobar-hi un vèrtex geodèsic (referència 287083001).
Aquest cim està inclòs a la llistat dels 100 cims de la FEEC.